# Marsdenia carvalhoi
Marsdenia carvalhoi är en oleanderväxtart som beskrevs av G. Morillo och G. Carnevali. Marsdenia carvalhoi ingår i släktet Marsdenia och familjen oleanderväxter. Inga underarter finns listade i Catalogue of Life.